# Re-Animated
Pour plus de détails, voir Fiche technique et Distribution.
Re-Animated est un téléfilm américain réalisé par Bruce Hurwit et diffusé en 2006. Il est à l'origine de la série Jimmy délire.

## Synopsis
Après un terrible accident dans un parc d'attractions, Jimmy bénéficie d'une greffe de cerveau et peut désormais voir les personnages de cartoons dans le monde réel.

## Fiche technique
- Titre : Re-Animated
- Réalisation : Bruce Hurwit
- Scénario : Adam Pava et Timothy McKeon
- Photographie : Collin Davis
- Montage : Michael Kelly
- Production : Evan Adler
- Société de production : Cartoon Network et Renegade Animation
- Pays :  États-Unis
- Genre : Animation, comédie et science-fiction
- Durée : 85 minutes
- Première diffusion : 
  -  États-Unis : 8 décembre 2006

## Distribution
- Tucker Barkley : Scott / danseur
- Eunice Cho : Robin Yoshida
- Micah Karns : Craig Yoshida
- Matt Kneusden : Sonny Appleday
- Fred Willard : Milt Appleday
- Stephanie Courtney : Donna
- Bil Dwyer : Ken Roberts
- Rhea Lando : Yancy Roberts
- Rachel Quaintance : Louisa Roberts
- Paul Reubens (VF : Bernard Alane) : Golly Gopher
- Ellen Greene : Dolly Gopher
- Tom Kenny : Tux / Appleday Board Member
- Brian Posehn : Crocco
- Dominic Janes (VF : Gabriel Bismuth-Bienaimé) : Jimmy Roberts